# Sibèria
|  | Per a altres significats, vegeu «Siberia». |

Sibèria és una regió septentrional d'Euràsia, els límits de la qual són, aproximadament, els Urals a l'oest, l'oceà Àrtic al nord, l'oceà Pacífic a l'est i les terres temperades de clima continental de Gobi i de l'Altai (Àsia central) al sud. Políticament, comprèn la part asiàtica de la Federació Russa i administrativament comprèn el Districte Federal de Sibèria, amb capital a Novossibirsk i el Districte Federal Extrem Oriental, amb capital a Khabàrovsk. Es tracta d'una immensa regió de 13,1 milions de quilòmetres quadrats de superfície, amb una molt baixa densitat de població (39 milions d'habitants). Aquesta regió es caracteritza per un clima fred i extremadament continental, i un paisatge amb un relleu aplanat travessat per grans rius. Durant molt de temps estigué habitada per pobles que practicaven la ramaderia, i posteriorment fou progressivament conquerida per l'Imperi Rus. Al segle xx va gaudir d'un considerable desenvolupament gràcies a les polítiques d'industrialització de la Unió Soviètica, que buscava aprofitar i desenvolupar els immensos recursos miners i energètics de la regió.
Existeixen diverses teories sobre l'origen del terme "Sibèria": Algunes fonts diuen que prové d'un mot en llengua turquesa que significava "terra adormida". Una altra teoria diu que era el nom tribal dels Sibilla, uns antics pobladors nòmades turquesos assimilats posteriorment pels tàtars siberians. També s'ha proposat la relació del terme amb el poble Sabir. Finalment, el xaman Akkanat, un dels últims xamans de la Sibèria Occidental, proclamava que el nom provenia del nom del seu poble, els Sibirga. L'ús modern del terme apareix després de la conquesta russa del Kanat de Sibèria a les darreries del segle xvi.

## Geografia

Territori de Sibèria, projecció ortogràfica.

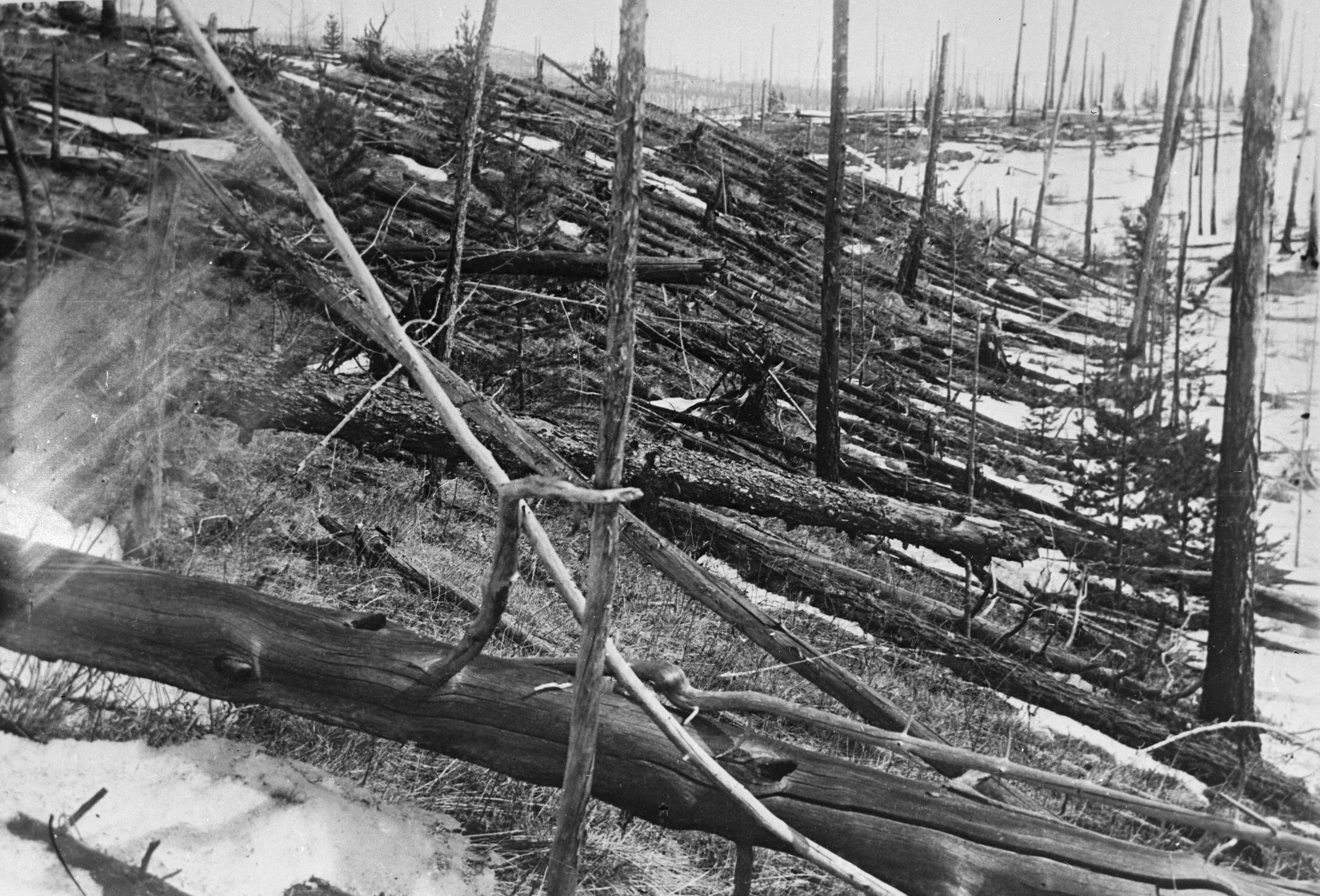
Esdeveniment de Tunguska.

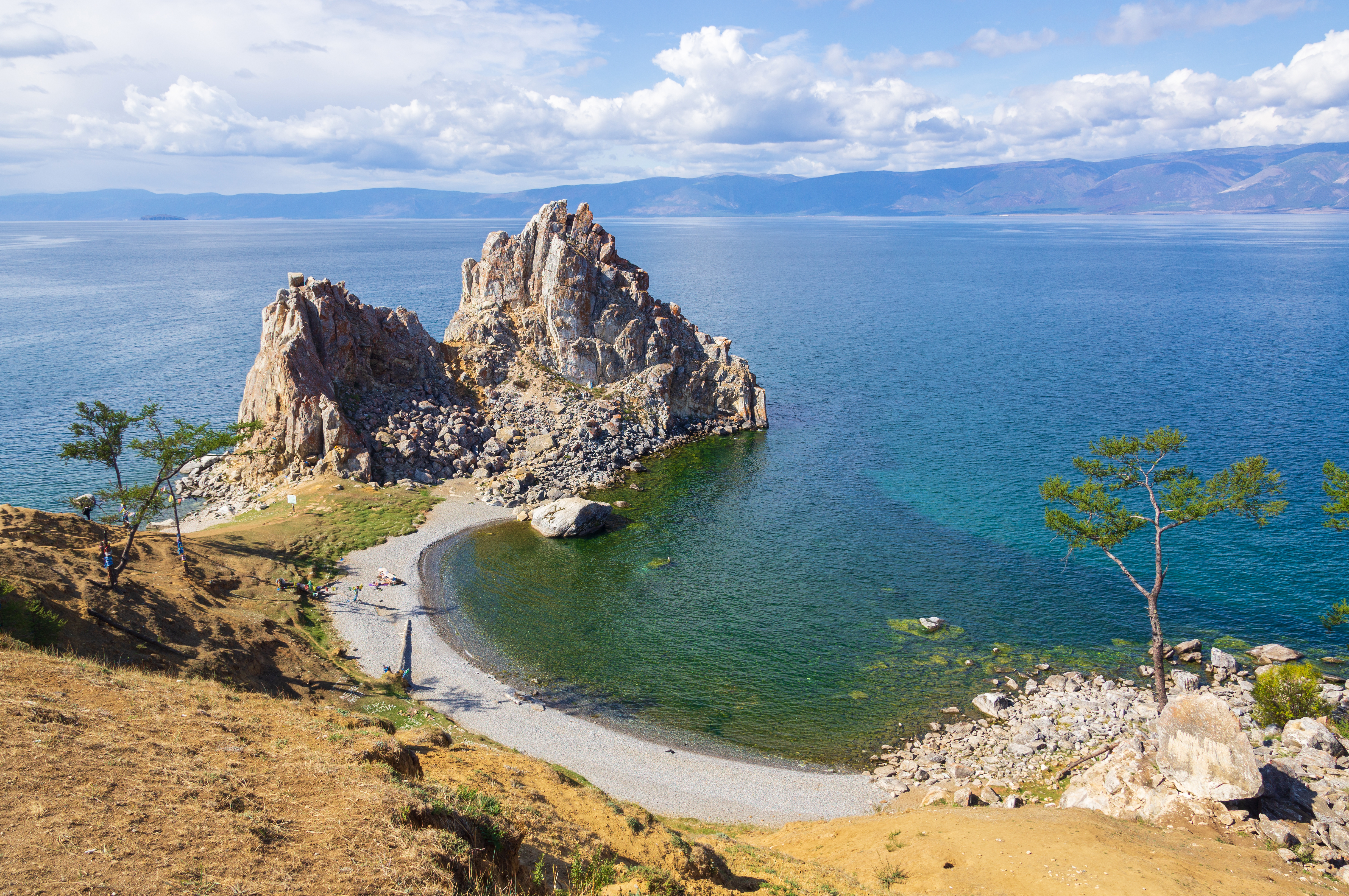
El llac Baikal

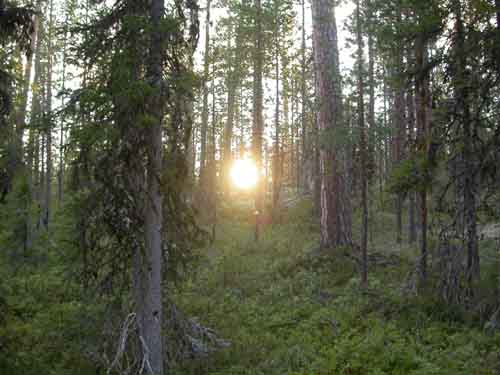
Taigà siberiana

Amb una àrea de 13,1 milions de quilòmetres quadrats, Sibèria constitueix el 77% del territori rus. Abasta la totalitat de la Plana Occidental Siberiana i de l'Altiplà Central Siberià. Sibèria comprèn també el 10% de les terres emergides (14.894.000 km²).
La Plana Occidental Siberiana està formada majoritàriament per dipòsits al·luvials del Cenozoic que es troben fins i tot uns cinquanta metres sota el nivell de la mar, cosa que causa que l'extensió entre Novossibirsk i l'Oceà Àrtic s'inundi. Molts dels dipòsits provenen de les preses de gel provocades pel desbordament dels rius Ienissei i Obi, redirigint-se cap a la mar Càspia.
Generalment, Sibèria se sol subdividir en tres grans conjunts, geològicament diferents i separats pels rius Ienissei i Lena, que flueixen cap a la mar Càspia.
- Sibèria occidental (2.427.000 km²), a l'est dels Urals: planícies de 2.000 km d'amplada i baixa alçada, que en estar mal drenades són plenes de llacs i maresmes pantanoses.
- Sibèria central (4.122.000 km²), a l'est del riu Ienissei, amb una alçada que oscil·la entre els 300 i 1.200 metres d'altitud, retallada per congosts i amb llacs profunds com el Baikal. Al sud, s'eleva l'alt sistema muntanyós de l'Altai i mont Saian, amb cims de 3.000 a més de 4.000 metres.
- Sibèria oriental, ubicada a l'extrem orient rus (més de 6 milions de km²), a l'est del riu Lena, un territori constituït per massissos diversos i muntanyosos, que conclouen a l'est per la península de Kamtxatka els seus volcans actius.

Àmplies extensions siberianes tenen un sòl permanentment glaçat (permagel), situació que dificulta la construcció i la introducció de xarxes hidràuliques en els molt dispersos assentaments humans.

### Clima
Les tundres del nord de Sibèria es caracteritzen per un clima extremadament fred. La resta de Sibèria es compon de zones boscoses (taigàs) i pantanoses on predomina un clima continental molt extrem, amb estius curts i hiverns molt rigorosos.

### Hidrografia
El riu Ienissei és el principal riu de Sibèria i un dels més grans d'Àsia, amb uns 4.093 km de longitud; la seva conca és d'uns 2.580.000 km².
El riu Kolimà es troba al nord-est de Sibèria. Té 2.129 km de longitud i drena una conca de 679.934 km², cosa que el converteix en el sisè més gran de Rússia.
El llac Baikal, amb 636 km de llarg, 80 km d'ample i 1.637 m de profunditat, és el més gran dels llacs d'aigua dolça de l'Àsia, i el més profund de tot el món.
El llac Elguiguitguin es troba al nord-est de Sibèria. Té un diàmetre aproximat de 15 kilòmetres i una profunditat de 175 metres, i està ubicat en un cràter d'impacte de meteorit creat fa 3,6 milions d'anys en el Pliocè. El diàmetre del cràter és de 18 km.

## Història

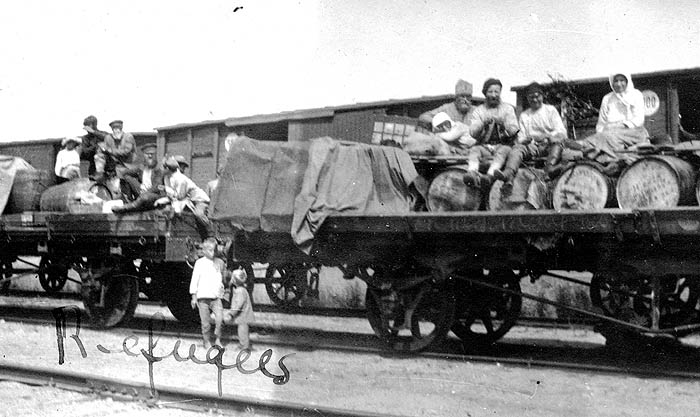
Refugiats en el Ferrocarril Transsiberià, 1918

Sibèria fou ocupada per diferents grups de nòmades com els enets, els nenets, els huns, i els uigurs. L'àrea fou conquerida pels mongols al segle xiii i eventualment va posseir independència política (kanat siberià).
Durant el segle xvi, els grups de mercaders i cosacs començaren a freqüentar l'àrea, i posteriorment l'exèrcit rus va començar a establir fortificacions a l'extrem est. Les ciutats com Mangazeia, Tara, Ienisseisk i Tobolsk van ser fundades, essent aquesta darrera nomenada capital de Sibèria. A mitjans del segle xvii, les àrees controlades pels russos s'havien estès fins a l'oceà Pacífic.
Durant els segles xvii i XVIII la població russa a Sibèria continuà essent escassa, a causa de les difícils condicions climàtiques i de comunicacions. Només algunes missions i comerciants van habitar Sibèria.
Durant la segona meitat del segle xix, es van experimentar les primeres onades d'immigrants russos, pagesos majoritàriament. Diversos esdeveniments es van combinar per a explicar tal fet: l'abolició de la servitud l'any 1861, l'excés de població a la Rússia Europea i, sobretot, el ferrocarril transsiberià, promogut pel tsar Nicolau II, i construït entre 1891 i 1903. Un altre factor que se sumà a aquesta onada va ser l'enviament de presoners de Rússia occidental o de territoris ocupats pels russos, com és el cas de Polònia.

### Revolució Russa i Secessió

#### Govern provisional de Sibèria (novembre del 1917)
El moviment independentista de Sibèria fou fundat per Iadríntsev, Xapov i Potanin. Aquest darrer fou un dels fundadors de la "Duma" siberiana a l'agost de 1917 i més tard president del govern autònom.
El 2 d'agost de 1917 es va hissar a Tomsk, a l'inici de l'assemblea regional, una bandera blanca i verda amb la inscripció "Visca Sibèria autònoma" (Zazdràstvuiet avtonómnaia Sibir). Aquests colors siberians ja apareixien en un pamflet independentista datat el 21 de maig de 1865. El 5 d'agost de 1917 les organitzacions públiques reunides a l'assemblea regional de Tomsk van adoptar una bandera nacional de Sibèria amb els colors tradicionals: el blanc representant la neu i el verd els boscos (la taigà) dividida en diagonal des de la part superior de l'asta fins a la part inferior del vol, amb la part de dalt verda i la part de baix blanca. El 8 d'octubre de 1917 es va celebrar un congrés regional de tota Sibèria.

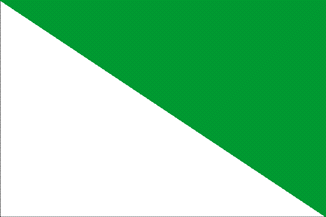
Bandera nacional de Sibèria

El desembre de 1917 a Ucraïna es va formar un Comitè Militar revolucionari siberià que va aprovar la creació de regiments siberians separats dins el vuitè exèrcit rus estacionat al front romanès. Aquestes unitats van utilitzar cintes blanques i verdes per identificar-se. El 22 de desembre de 1917 la situació es va reproduir al 16è exèrcit estacionat al mateix front.
El desembre de 1917 el Congrés regional extraordinari de Sibèria va proclamar una autoritat regional autònoma. El gener de 1918 delegats de Sibèria van formar una Duma regional. El 28 de gener de 1918 es va obrir el primer parlament siberià a Tomsk i es va formar un govern de Sibèria dirigit per Piotr Derber que va començar a actuar el març de 1918, però va ser dissolt pels bolxevics el maig, quan van ocupar Tomsk

#### Comissariat de Sibèria Occidental (maig del 1918)
Les notícies del Tractat de Brest-Litovsk, que suposaven la sortida de Rússia de la guerra, van alarmar als presoners txecs de Sibèria, partidaris del Consell Nacional txec que desitjaven retornar al seu país per combatre pel Consell nacional i aconseguir la independència. Els bolxevics els van negar el pas. Els txecs es van revoltar i van ocupar Samara on varen formar un govern conegut com a Komutx (Comitè de membres de l'assemblea Constituent) amb la pretensió de representar tota Rússia. Després de l'ocupació de Novonikolaevsk (avui Novossibirsk) per la Legió Txeca els delegats siberians van establir el Comissariat de Sibèria Occidental (26 de maig de 1918) dirigit per Piotr Derber, qui el juny de 1918 va establir la seva residència a Omsk.

#### Segon Govern Provisional Siberià (juny del 1918)
Els blancs, gràcies a la rebel·lió dels presos txecs, van poder ocupar Tomsk el juny de 1918, on el dia 23 es va formar el segon govern provisional siberià, en el qual va tenir un paper destacat en Piotr Vologodosky. Poc després a Omsk es va proclamar la independència de Sibèria (4 de juliol de 1918). El setembre Piotr Vologodoski va trencar amb el govern de Tomsk i se'n va anar a Ufa, on va assumir el poder i es va declarar partidari d'una dictadura militar. A Ufa el govern provisional dels Urals va quedar substituït per un directori amb Vologodoski, Avksentiev, el General Boldirev, Vinogradov i Zenzinov (Directori d'Ufa). El govern siberià de Tomsk va fugir cap a Omsk, on l'octubre es va imposar el Directori. El 18 de novembre de 1918 el cop d'estat de l'almirall Kolchak establí la dictadura i va posar fi de facto al govern independent siberià.

#### Directori d'Ufa (setembre del 1918)
Piotr Vologodoski abandonà el govern siberià de Tomsk i es traslladà a Ufa, on se li entregà el poder, i constituí un Directori que preconitzava la Dictadura per fer front als bolxevics (setembre de 1918). El Directori va assumir el poder a Omsk (9 d'octubre de 1918) i va subsistir formalment fins al 18 de novembre de 1918 quan el cop d'estat de Kolchak va entregar-li tot el poder. El Directori fou dissolt.

#### Govern Provisional de totes les Rússies a Omsk (novembre del 1918)
Koltxak era considerat el dictador necessari per fer front als bolxevics i va assumir el govern i el comandament de les forces armades. L'assistiren els consellers dels aliats, els generals Ianin i Knox. Koltxak disposava d'un exèrcit amb 112.000 soldats. Va intentar avançar cap a l'oest amb l'ajut dels txecs, i el febrer de 1919 va establir el seu quarter general a Irkutsk. El 6 de març de 1919 Koltxak va iniciar la seva ofensiva entrant a Ufa. L'abril, Lenin va fer una crida reforçar el front oriental i 15.000 comunistes es van allistar sota el comandament de Kamenetz i amb el General Frunze a l'ala sud. Els sagnants xocs de l'abril van fer retrocedir en Koltxak (maig) i els bolxevics van recuperar Ufa. Kamenetz era partidari d'acabar amb les forces de Koltxak mentre Patsetis i Trotski preferien combatre en Denikin al Caucas. Stalin va afavorir en Kamenetz i va fer prevaldre els seus punts de vista. La mort del cap bolxevic dels Urals, Vasili Txapaev, no va impedir els avanços comunistes, que durant l'estiu van ocupar extensos territoris incloent-hi Perm, arribant a només 509 km d'Omsk. A l'agost els txecs van arribar a Kazan però la varen perdre el setembre davant els bolxevics. El 12 de novembre de 1919 Koltxak i el seu primer ministre Pipilaev van sortir d'Omsk cap Irkutsk (en un tren blindat) i els bolxevics van entrar a Omsk el dia 14 de novembre de 1919. A la zona oriental de Sibèria hi van arribar tropes japoneses (vuitanta mil soldats) al final de 1919, i hi van imposar el terror; també van arribar forces de països europeus i dels Estats Units, i de la Xina. Els guerrillers comunistes actuaven a la zona i al final de 1919 s'acostaren a Irkutsk on es dirigia el tren blindat de Koltxak. La legió txeca va retirar el seu suport a Koltxak. El 4 de gener de 1920 Koltxak va resignar el poder en l'ataman suprem Gregori Semenov (el lloctinent del qual era el general Roman Ungern von Sternberg) el qual era el cap d'un grup d'atamans que dominava tota la regió del Baikal a través de la imposició del terror mitjançant successives massacres (al seu govern l'anomenaven l'Atamanxina). El gener de 1920 un comitè revolucionari va prendre el poder a Irkutsk establint el govern anomenat "Centre Polític" que va donar pas al poder bolxevic (febrer).

#### Centre Polític (gener 1920)
Abans que en Koltxak arribés a Irkutsk, una rebel·lió va portar al poder els menxevics social-revolucionaris (gener) que van formar el govern anomenat Centre Polític. El 15 de gener Koltxak fou arrestat pels txecs (els aliats del general Ianin n'estaven assabentats), que el van entregar al Centre Polític.
Al final de gener el Centre Polític va traspassar el poder als bolxevics, i també va entregar el presoner. Com que els blancs havien iniciat una contraofensiva cap Irkutsk, l'almirall Koltxak fou executat sense judici per la Txekà (7 de febrer de 1920) i el seu cadàver llançat al riu Angara.

### Era Soviètica
Durant el mandat de Stalin es crearen un seguit de campaments de presoners, coneguts com a Gulags, on se sotmetia els presos a treballs forçosos. Aquesta pràctica va arribar a ser tan freqüent que "Sibèria" va ser considerada sinònim d'exili i càstig.
Durant la Segona Guerra Mundial, la majoria de les activitats industrials foren traslladades a Sibèria amb la finalitat de protegir-les dels atacs de l'exèrcit alemany
Acabada la guerra, i atès que Sibèria compta amb nombrosos recursos naturals, una sèrie de plans quinquennals en promogueren l'explotació, i fomentaren la creació de ciutats industrials per tota la regió.

## Economia
Sibèria és extraordinàriament rica en minerals, amb presència de la majoria de metalls valuosos econòmicament, degut en gran manera a l'absència de glaciació durant el Quaternari fora de les àrees muntanyoses. Posseeix algunes de les reserves més grans del món de níquel, or, plom, carbó, molibdè, guix, diamants, plata i zinc, així com extensos jaciments no explotats de petroli i gas natural. La major part d'aquests recursos es troben en la part més freda i inhòspita de la regió, de manera que la seva extracció resulta dificultosa i cara.
L'agricultura es troba restringida a causa del curt període càlid de la major part de la regió. No obstant això, l'àrea sud-oest té sòls extremadament fèrtils i un clima un poc més moderat, on es cultiva blat, civada, sègol i patates. Pel que fa a la ramaderia, és destacable l'ovina i la bovina, practicada de manera extensiva o semiestabulada, que es combina amb l'agricultura. En altres zones la producció d'aliments, a causa de la pobresa del sòl podzòlic i a la cruesa del clima, es redueix a l'explotació dels ramats de rens (caribú), practicada pels natius siberians durant més de deu mil anys.
Pel que fa a la silvicultura, Sibèria posseeix els més grans boscos del món, cosa que suposa una potencial font de recursos en aquesta matèria, a despit del fet que a moltes zones s'han talat els boscos més ràpid que la seua possibilitat de regenerar-se.
En el sector pesquer, la mar d'Okhotsk és un dels dos o tres caladors més rics del món, i produeix aproximadament el 10% de les captures mundials, tot i que el nivell de captures ha disminuït des del col·lapse de l'URSS.
Finalment, la indústria, que es va desenvolupar durant els anys vint i trenta amb un creixement especialment fort durant la Segona Guerra Mundial, ha entrat en decadència a partir de la caiguda de l'URSS, havent tancat algunes de les gegantines fàbriques de Sibèria occidental i al voltant del llac Baikal en els últims anys.

## Demografia

[//upload.wikimedia.org/wikipedia/commons/6/66/Siberian_Cities_Graph.svg Comparació de creixement demogràfic de les nou ciutats siberianes més grans durant el segle XX

Sibèria té una densitat de població molt baixa, d'uns tres habitants per quilòmetre quadrat. La majoria dels seus habitants són d'ètnia russa o ucraïnesos russificats. També hi és present l'ètnia alemanya amb una quantitat aproximada de 400.000 habitants. Pel que fa als pobladors originals que encara hi són presents, cal dir que aquests són descendents majoritàriament tant de grups mongols com Turquesos, com ara Buriats, Tuvinians, Iacuts i Tàtars siberians. Els més nombrosos són els Buriats, amb 445.175 membres, i que constitueixen la minoria més nombrosa de Sibèria, seguits pels Iacuts, que segons el cens de 2002 compten amb 443.852 efectius. A Sibèria també hi són presents d'altres minories ètniques que no pertanyen als grups turquesos o mongols, com ara Kets, Evenkis, Txuktxis, Koriaks i Iukaghirs. A més, oficialment viuen 40.000 xinesos al Districte Federal Extrem Oriental, encara que se suposa que la quantitat actual deu ser més elevada.
El 70% dels habitants de Sibèria viu en àrees urbanes, majoritàriament les situades en la part meridional, seguint la línia del Transsiberià. En la morfologia urbana d'aquestes ciutats predominen els xicotets apartaments, on viu la major part de la població urbana. En l'hàbitat rural hi predominen les cases de fusta, prou espaioses.
Les ciutats més grans són Novossibirsk, la ciutat més gran de Sibèria, amb una població aproximada d'1,5 milions d'habitants, seguida de Iekaterinburg, amb 1,3 milions d'habitants; Omsk (1,1 milions), Txeliàbinsk (1,07 milions), Krasnoiarsk (900.000 hab.), Barnaül (600.000 hab.), Irkutsk (590.000 hab.), Kémerovo (520.000 hab.), Tiumén (510.000 hab.), Tomsk (480.000 hab.), Nijni Taguil (360.000 hab.), Kurgan (360.000 hab.), Ulan-Udè (360.000 hab.) i Txità (320.000 hab.)

## Religió
La religió és prou present a Sibèria, on conviuen diversos cultes, essent el cristianisme ortodox el majoritari. També hi són presents l'islam, el budisme tibetà, el judaisme (70.000 jueus viuen a Sibèria), el xamanisme i diversos déus locals, diferents en el vast territori siberià. Finalment, alguns llocs es consideren sagrats, com l'illa d'Olkhon, al llac Baikal, on tradicionalment es duien a terme rituals xamànics.